# Jardin botanique de Sibérie
Le jardin botanique de Sibérie (Сибирский ботанический сад) est un jardin botanique situé à Tomsk en Russie. C'est le premier jardin botanique à avoir été fondé au-delà de l'Oural. Il a été institué en 1885 par le professeur Krylov (1850-1931). Il est dirigé après 1927 par le professeur Reverdatto (1891-1969). Le professeur Popov (1893-1955) y a laissé un herbier riche de ses collections d'Asie centrale et de Sibérie. Son directeur actuel est Mme Tatiana Astafourova. 

## Description
Le jardin botanique dépend de l'université d'État de Tomsk. Il a été inscrit en 2004 à la liste des territoires protégés d'importance régionale. Il s'étend sur 126,5 hectares: 10 hectares sont consacrés au parc du jardin botanique, avec des serres dont une serre chaude dans le bosquet de l'université et 116,5 hectares consacrés à un dendrorium.
Plus de six mille espèces de plantes sont cultivées dans les serres et les espaces à l'air libre dont environ deux mille espèces tropicales et subtropicales. La serre centrale mesure 31 mètres de hauteur. C'est l'une des serres les plus élevées du monde.

## Source
- (ru) Cet article est partiellement ou en totalité issu de l’article de Wikipédia en russe intitulé « Сибирский ботанический сад » (voir la liste des auteurs).